# نظير مشع نادر
النظير المشع النادر هو نظير مشع يحدث طبيعيا. وينتج هذا التكون الطبيعي من اضمحلال النويات الثقيلة مثل اليورانيوم-235 إلى السيزيوم-135. كما أن التواجد الطبيعي للنظائر المشعة يمكن أن يحدث من الأشعة الكونية.
النظائر التي لها عمر نصف أكثر من 80 مليون سنة أيضا توجد بنسب ضئيلة. ويندرج تحت هذه المجموعة البوتاسيوم-40, والفانديوم-50.